# Roman Pearce
Roman Pearce, interpretato da Tyrese Gibson, è uno dei personaggi principali della serie cinematografica Fast and Furious. È un amico d'infanzia di Brian O'Conner, fa la sua prima apparizione in 2 Fast 2 Furious .

## Biografia del personaggio
È un amico d'infanzia di Brian O'Conner, entrambi sono nati e cresciuti a Barstow, in California. Caratterialmente è una persona loquace (in Fast & Furious 5 viene definito un chiacchierone), spiritosa ma dura quando serve.
Quando il suo amico si arruolò in polizia, Roman cominciò a fidarsi di meno: due mesi dopo l'arruolamento di Brian, Roman viene arrestato per essere in possesso di otto auto rubate. Roman, da quel momento in poi, incolpò Brian di non averlo avvisato, nonostante Brian abbia detto più volte di non essere mai stato a conoscenza dell'operazione del suo arresto. Roman sconta tre anni in carcere e viene rilasciato con la libertà condizionata: non può allontanarsi per più di 100 metri da casa sua (ragion per cui vive in roulotte).
Quando Brian viene ingaggiato dai federali per la cattura del trafficante Carter Verone, Brian offre a Roman l'opportunità di correre assieme a Miami e, in caso di riuscita dell'operazione, di ripulirsi la fedina penale (tutti fatti narrati in 2 Fast 2 Furious).
Dopo ciò Roman si trasferisce a Las Vegas, per poi riapparire in Fast & Furious 5 per far parte del team di piloti che deruberanno il signore della droga brasiliano Hernan Reyes.

## Caratterizzazione

### Auto
| Film             | Auto                                   |
| ---------------- | -------------------------------------- |
| 2 Fast 2 Furious | Chevrolet Monte Carlo del 1970         |
| 2 Fast 2 Furious | Mitsubishi Eclipse GTS Spyder del 2003 |
| 2 Fast 2 Furious | Dodge Challenger del 1970              |
| Fast & Furious 5 | Dodge Charger SRT8 Police Car del 2011 |
| Fast & Furious 5 | Koenigsegg CCXR Edition                |
| Fast & Furious 6 | BMW M5 E60 del 2004                    |
| Fast & Furious 6 | Ford Mustang Boss 429 del 1969         |